# إسلينغن أم نيكار
اسلينغن أم نكار (بالألمانية: Esslingen am Neckar) هي مدينة، city with tens of thousands of inhabitants، بلدة ألمانية وبلدة كبيرة ‏ تقع في ألمانيا في Regierungsbezirk Stuttgart. يقدر عدد سكانها بـ 92,299 نسمة.

## المدن التوأمة
مدن ايغر، مالادزيشنا، مقاطعة ناحية نيث بورت طالبوت ‏، نوركوبينغ، بيوتركوف تريبونالسكي، سخيدام، شيبويجان (ويسكونسن)، أوديني، فيلينيه، فيين، جفعاتايم، كويمباتور وPruszków هي مدن توأمة لـاسلينغن آم نكا.

## أعلام
- ألبرت غونتر
- إيزابيل فاوست
- أنتون ستون كويسكي
- رودلف شميت
- سيردار تاشي
- إميل كيسلر
- إرنست باول
- هيرمان موغلنغ
- إرنست غوتليب ستودل
- ميكائيل شتيفل